# 13: A musical
A 13: A musical (eredeti cím: 13: The Musical) 2022-ben bemutatott amerikai zenés filmvígjáték, amelyet Tamra Davis rendezett. A főbb szerepekben Eli Golden, Gabriella Uhl, Debra Messing, Rhea Perlman és Frankie McNellis látható.
Amerikában és Magyarországon 2022. augusztus 12-én mutatták be a Netflixen.

## Cselekmény
Evan Goldman kénytelen New Yorkból Walkertonba költözni a nagymamájához, amikor szülei válófélben vannak. Összebarátkozik a szomszéddal, Patrice-szal és barátjával, a kerekesszékes Archie-val.
A közelgő bar-micvója miatt Evan arra törekszik, hogy összebarátkozzon az új iskolájában a népszerű gyerekekkel, élükön a futballsztár Brett Sampsonnal és a vezető pompomlánnyal, Kendra Duncannel, de ez elidegeníti őt Patrice-tól, akit a népszerű gyerekek tökfilkónak tartanak, és elárulásnak tekinti, hogy Evan barátkozni akar velük. Otthon sem jobbak a dolgok: Evan mindkét szülőjére neheztel a válás és a költözés miatt, édesanyja, Jessica pedig azon kesereg, hogy feladta írói karrierjét a házasságáért, ami úgyis kudarcba fulladt.
Brett és Kendra egymásba zúgnak, és szeretnék átélni az első közös csókjukat, de Kendra legjobb barátnője, Lucy Hallman is kedveli Brettet, és elege van abból, hogy Kendra mindig háttérbe szorul. Amikor Evan kitalál egy tervet, hogy becsapja Kendra hatalmaskodó anyját, és elviszi őt és Brettet egy mozis randira, Lucy megfenyegeti, hogy megakadályozza a csókolózást, különben mindenkit rávesz, hogy bojkottálják Evan buliját.
Hogy megakadályozza a csókot anélkül, hogy Brettre közvetlenül haragudna, Evan felbérli Archie-t, aki nagyon belezúgott Kendrába, hogy üljön mellé a moziban, hogy elrontsa a hangulatot. Archie-nak nincs ezzel semmi baja, annak ellenére, hogy tudja, Evan kihasználja őt, de Patrice megtudja, és felhívja Kendra anyját az igazsággal, aminek hatására tönkreteszi a randit. Ez visszafelé sül el, amikor egy ilyen cselekedet elidegeníti őt Archie-tól és Evantól is, akit hibáztatnak és kiközösítenek. Lucy lépésre szánja el magát, és megcsókolja Brettet, és a barátjának vallja magát.
Lucy ragaszkodó, basáskodó barátnőnek bizonyul Brett számára, akinek barátai sajnálják szomorú állapotát. Evan és Jessica kibékülnek az életük csalódást keltő fordulatai miatt, és Evan végre felhívja az apját, aki bocsánatot kér és arra biztatja, hogy javítsa ki a hibáit. Patrice segítségével meggyőzi Brettet, hogy kérjen bocsánatot Kendrától. Brett és Kendra kibékülnek, a férfi pedig dobja Lucyt. Evan és Patrice bocsánatot kérnek egymástól, és Evan megkéri, hogy jöjjön el a bár micvójára.
A buli reggelén Patrice-t egy ajándékkal meggyőzik, hogy bocsásson meg Evannek, és elmegy a szertartásra, amelyen Brett és Kendra és barátaik is részt vesznek, köztük Lucy, aki bocsánatot kér és kibékül Kendrával. Evan befejezi a szertartást. Jessica és Evan saját házba költözik. Evan Brett és Kendra barátja,, Jessica folytatja írói karrierjét.

## Szereplők
| Szerep  | Színész           | Magyar hang        |
| ------- | ----------------- | ------------------ |
| Evan    | Eli Golden        | Vida Bálint        |
| Patrice | Gabriella Uhl     | Engel-Iván Lili    |
| Brett   | JD McCrary        | Gáll Dávid         |
| Kendra  | Lindsey Blackwell | Károlyi Lili       |
| Lucy    | Frankie McNellis  | Vida Sára          |
| Archie  | Jonathan Lengel   | Peregovits Dániel  |
| Eddie   | Ramon Reed        | Maszlag Bálint     |
| Malcolm | Nolen Dubuc       | Kelemen Noel       |
| Carlos  | Luke Islam        | Sándor Barnabás    |
| Joel    | Peter Hermann     | Lux Ádám           |
| Ruth    | Rhea Perlman      | Pálos Zsuzsa       |
| Jessica | Debra Messing     | Kisfalvi Krisztina |

### Magyar változat
- Magyar szöveg: Fuchs Gábor
- Hangmérnök: Bederna László
- Vágó; Pilipár Éva
- Gyártásvezető: Vigvári Ágnes
- Szinkronrendező: Orosz Ildikó
- Produkciós vezető: Gál Zsuzsanna

A szinkront a Direct Dub Studios készítette el.

## A sorozat készítése
2014. augusztus 12-én a CBS Films megvásárolta a 13 adaptációjának jogait, amelyek forgatókönyvét Bert V. Royal írja, a producerek Laurence Mark, Bob Boyett és David Blackman. 2019. szeptember 20-án a Netflix és Neil Meron producer megvásárolta a projektet, a rendezésre Tamra Davist szerződtették, Royal helyett Robert Horn írta a forgatókönyvet. 2021. április 29-én Davis a sorozat producere lett Jason Robert Brown, Horn, Bob Boyett és Mark Nicholson mellett.
A forgatás 2021 júniusában kezdődött Torontoban. A forgatás más helyszíneken is zajlott, például New Yorkban, Beetonban és Bramptonban. A sorozat készítése 2021. augusztus 6-án ért véget.